# 傑爾尼夫卡 (巴里希夫卡區)
50°21′51″N 31°22′12″E / 50.36417°N 31.37000°E
德爾尼夫卡（烏克蘭語：Дернівка）是位於烏克蘭北部的村莊，由基辅州布羅瓦里區的巴里希夫卡市鎮負責管轄。該村始建於1300年，面積1.66平方公里，海拔高度109米，2001年人口480，人口密度每平方公里289.2人。